# Mirabella Eclano

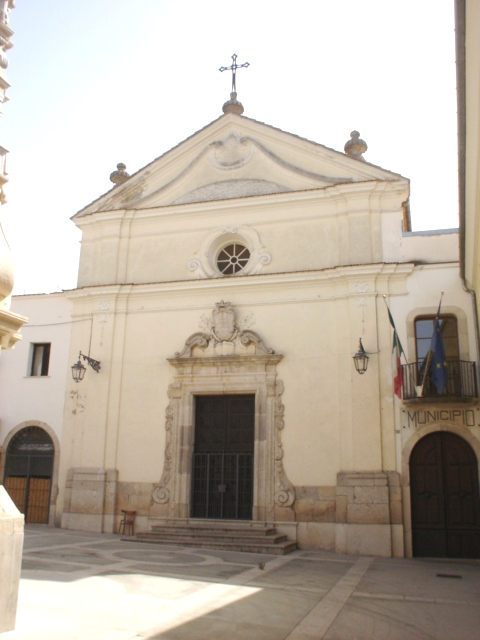
Kerk van St Franciscus, Mirabella Eclano

Mirabella Eclano is een gemeente in de Italiaanse provincie Avellino (regio Campanië) en telt 8286 inwoners (31-12-2004). De oppervlakte bedraagt 33,9 km², de bevolkingsdichtheid is 252 inwoners per km².
De volgende frazioni maken deel uit van de gemeente: Passo di Mirabella, Calore, Pianopantano.

## Demografie
Mirabella Eclano telt ongeveer 3059 huishoudens. Het aantal inwoners daalde in de periode 1991-2001 met 2,4% volgens cijfers uit de tienjaarlijkse volkstellingen van ISTAT.
| Jaar | Inwoneraantal |
| ---- | ------------- |
| 1991 | 8477          |
| 2001 | 8272          |

## Geografie
Mirabella Eclano grenst aan de volgende gemeenten: Apice (BN), Bonito, Calvi (BN), Fontanarosa, Grottaminarda, Sant'Angelo all'Esca, Taurasi, Torre Le Nocelle, Venticano.